# Minimalna energija paljenja
Minimalna energija paljenja (MIE) ili (MZE) je sigurnosna karakteristika u zaštiti od eksplozija i prevenciji, koja određuje sposobnost paljenja smeša goriva i vazduha, gde gorivo može biti zapaljiva para, gas ili prašina. Definiše se kao minimalna električna energija skladištena u kondenzatoru, koja, kada se isprazni, može izazvati paljenje najzapaljivije smeše goriva i vazduha pod specifičnim uslovima ispitivanja.  MIE je jedan od kriterijuma procene efikasnosti paljenja, npr. pražnjenja elektrostatičke energije, mehaničkih izvora paljenja ili elektromagnetnog zračenja. To je važan parametar za projektovanje zaštitne mere "izbegavanje efikasnih izvora paljenja". 
Minimalna energija za paljenje je sigurnosni tehnički parametar za procenu sposobnosti paljenja eksplozivnih atmosfera. Ona opisuje najnižu energiju koja je pri pražnjenju dovoljna da zapali smešu goriva i vazduha u njenom najzapaljivijem sastavu. Kao gorivo mogu da posluže zapaljivi gasovi i pare, kao i podignute čestice prašine. Pri tome se minimalne energije za paljenje gasova/para i prašina suštinski razlikuju. Dok se gasovi i pare uglavnom mogu zapaliti energijama manjim od 1 mJ, za tipične prašine potrebne su energije u opsegu od milidžula do džula. Za gasove i pare, gotovo svaki izvor paljenja može se smatrati delotvornim. Za podignute čestice prašine, minimalna energija za paljenje je važan parametar za projektovanje postrojenja, jer se u okviru koncepta zaštite, koji uključuje izbegavanje izvora paljenja, može uzeti u obzir verovatnoća pojave različitih energetskih izvora paljenja i njihova sposobnost za izazivanje paljenja. 

## Zapaljivi gasovi i pare
ATEX direktiva o proizvodima 2014/34/EU opisuje eksperimentalno određivanje minimalne energije za paljenje gasova i para na sledeći način:
Minimalna energija za paljenje smeše gasa ili para sa vazduhom je najmanja moguća električna energija koja se oslobađa pri pražnjenju kondenzatora i koja je dovoljna da zapali najzapaljiviju smešu gasa ili pare sa vazduhom pri atmosferskom pritisku (1013,25 hPa) i temperaturi od 20 °C (68 °F; 293 K). 
Minimalne energije za paljenje gasova i para su uglavnom za jedan do dva reda veličine niže nego kod prašina. Njihova vrednost zavisi od koncentracije. Unutar eksplozivnih granica može se uočiti približno paraboličan oblik, čije dno odgovara najzapaljivijoj smeši sa najnižom minimalnom energijom za paljenje.  Sledeće tabele prikazuju minimalne energije za paljenje važnih rastvarača i gasova.
| Minimalna energija paljenja različitih isparenja rastvarača |          |        |         |        |             |            |            |        |          |         |                 |
| Rastvarač                                                   |          | Aceton | Butanon | Benzen | Cikloheksan | Dietiletar | Etilacetat | Etanol | n-Heptan | Metanol | Ugljendisulfid  |
| Minimalna energija paljenja                                 | u mJ     | 0,55   | 0,27    | 0,20   | 0,22        | 0,19       | 0,46       | 0,28   | 0,24     | 0,20    | 0,009           |
| Najzapaljivija smeša                                        | u Vol.-% | 6,5    | 5,3     | 4,7    | 3,8         | 5,1        | 5,2        | 6,4    | 3,4      | 14,7    | 7,8             |

| Minimalna energija paljenja različitih gasova |          |          |       |      |       |       |             |       |        |             |         |
| Gas                                           |          | Amonijak | Butan | Etan | Eten  | Etin  | Etilenoksid | Metan | Propin | Propenoksid | Vodonik |
| Minimalna energija paljenja                   | u mJ     | 14       | 0,25  | 0,25 | 0,082 | 0,019 | 0,061       | 0,28  | 0,11   | 0,13        | 0,016   |
| Najzapaljivija smeša                          | u Vol.-% | 20       | 4,7   | 6,5  | 8,0   | 7,7   | 10,8        | 8,5   | 6,5    | 7,5         | 22      |

| Minimalna energija paljenja različitih halogeniranih ugljovodonika |          |                 |              |                |                    |              |
| Halogenirani ugljovodonik                                          |          | 1,2-Dihloroetan | Dihlorometan | Tetrafluoreten | 1,1,1-Trihloroetan | Trihloroeten |
| Minimalna energija paljenja                                        | u mJ     | 1,0             | 9300         | 4,1            | 4800               | 510          |
| Najzapaljivija smeša                                               | u Vol.-% | 10,5            | 18           | -              | 12                 | 26           |

Vrednost minimalne energije za paljenje opada sa porastom temperature, porastom pritiska, kao i sa povećanim sadržajem kiseonika.

## Zapremina za paljenje
Smeše zapaljivih gasova u vazduhu se generalno ne zapale spontano, već ih mora zapaliti neki izvor paljenja. Energija potrebna za paljenje zavisi od sastava smeše, pritiska, temperature i zapremine za paljenje. Minimalna energija za paljenje označava minimalnu količinu energije koja mora biti uvedena u sistem, pod idealnim uslovima, kako bi se postiglo paljenje. Takođe je važna minimalna snaga paljenja, jer zapremina koja je predmet paljenja mora biti zagrejana na dovoljno visoku temperaturu. Ako je dovod energije – tj. povećanje temperature – dovoljno veliki, započeće paljenje i dolazi do samoodrživog širenja plamena, pri čemu smeša eksplodira.  Zbog važnosti kako za sigurnosnu tehniku, tako i za motornu sagorevanje, različiti izvori paljenja su detaljno proučeni. Od posebnog značaja, pored paljenja na vrućim površinama i paljenja putem fokusiranog laserskog zračenja, jeste električno varničenje.

## Zapaljive prašine – Eksplozija prašine
Prema standardu DIN EN ISO/IEC 80079-20-2:2016-12, minimalna energija za paljenje smeše zapaljive prašine i vazduha predstavlja najnižu električnu energiju, koja je skladištena u kondenzatoru, i koja je, pri pražnjenju, dovoljna da izazove paljenje najosetljivije smeše prašine i vazduha, pod utvrđenim uslovima ispitivanja.

Minimalna energija za paljenje u velikoj meri zavisi od karakteristika prašina, kao što su sastav, raspodela veličine čestica, struktura površine i vlažnost. Generalno pravilo je da sa smanjenjem veličine čestica i vlažnosti minimalna energija za paljenje opada. Prema svojoj minimalnoj energiji za paljenje, prašine se klasifikuju u sledeće kategorije:
- MZE > 10 mJ kao normalno osetljive na paljenje
- 10 mJ > MZE > 3 mJ kao posebno osetljive na paljenje
- MZE < 3 mJ kao izuzetno osetljive na paljenje

## Literatura
- Wolfgang Bartknecht: Zaštita od eksplozija – Osnove i primena, Springer-Verlag 1993,  3-540-55464-5.
- BG RCI Merkblatt R003 Sigurnosno-tehnički parametri, Jedermann-Verlag, Heidelberg, PDF preuzimanje.
- DIN-EN 13821 Eksplozivne atmosfere – Zaštita od eksplozija – Određivanje minimalne energije za paljenje smeša prašine i vazduha
- DIN EN ISO/IEC 80079-20-2 Eksplozivne atmosfere – Deo 20-2: Svojstva materijala – Metode ispitivanja zapaljivih prašina
- ASTM-norma E582 Standardna metoda ispitivanja za minimalnu energiju paljenja i rastojanje gašenja u gasnim smešama